# Síndrome masculino XX
El síndrome masculino XX, también conocido como síndrome de la Chapelle, es una afección poco común en la que un individuo con un cariotipo 46,XX desarrolla un fenotipo masculino. Los sinónimos del síndrome masculino XX incluyen diferencia testicular del desarrollo sexual 46,XX (o 46,XX DSD)
En el 90% de estos individuos, el síndrome es causado por el gen SRY del cromosoma Y, que desencadena el desarrollo reproductivo masculino, siendo atípicamente incluido en el entrecruzamiento de información genética que tiene lugar entre las regiones pseudoautosómicas de los cromosomas X e Y durante la meiosis en el padre. Cuando el X con el gen SRY se combina con un X normal de la madre durante la fecundación, el resultado es un varón XX.  Menos comunes son los varones XX SRY negativos, que pueden ser causados por una mutación en un gen autosómico o en un gen del cromosoma X. La masculinización de los machos XX es variable.
Este síndrome se diagnostica y ocurre en aproximadamente 1:20 000 varones recién nacidos, lo que lo hace mucho menos común que el síndrome de Klinefelter. El tratamiento médico de la afección varía y, por lo general, no es necesario. El nombre alternativo del síndrome del varón XX, síndrome de la Chapelle, se refiere al científico finlandés Albert De la Chapelle, quien describió por primera vez la afección.

## Signos y síntomas
Si bien existe cierto grado de variabilidad, una gran mayoría de los hombres XX tienen un fenotipo masculino típico, con genitales externos típicos masculinos, lo que hace que el diagnóstico temprano sea poco común.La ambigüedad genital se observa con mayor frecuencia en hombres sin el gen SRY u otros genes derivados del cromosoma Y, aunque las tasas informadas son inconsistentes. Estas ambigüedades pueden incluir rasgos como hipospadias, micropene y criptorquidia. En la mayoría de los hombres con SRY positivo, hay pocos signos significativos antes de la pubertad, aunque los testículos pequeños parecen ser un hallazgo casi universal; Después de la pubertad, algunos varones XX desarrollan ginecomastia. Los machos XX parecen ser más bajos en promedio que los machos XY.
Según evidencia limitada, la mayoría de los hombres XX parecen tener vello corporal y púbico, tamaño de pene, libido y función eréctil típicos. En todos los casos reportados, los individuos han sido estériles, con azoospermia (sin espermatozoides en el eyaculado). Un estudio encontró espermatogonias (células indiferenciadas que se convierten en espermatozoides) presentes en algunos niños varones XX, el mayor de los cuales tenía 5 años, pero ninguna en los varones XX mayores analizados. Múltiples estudios en ratones también han encontrado células germinales de tipo masculino en gran medida normales en machos XX poco después del nacimiento, pero una pérdida progresiva con la maduración.
Debido a su presentación a menudo sutil, muchos varones XX permanecen sin ser diagnosticados hasta que buscan tratamiento para la infertilidad en la edad adulta; es probable que una proporción significativa de casos permanezcan sin diagnosticar.

## Diagnóstico
La mayoría de los varones XX tienen un fenotipo típico de tipo masculino al nacer, por lo que el diagnóstico tiende a ocurrir ya sea al inicio de la pubertad, si se desarrollan rasgos como la ginecomastia, o más tarde, cuando se investiga la infertilidad. El diagnóstico al nacer ocurre con mayor frecuencia en varones XX SRY negativos, que tienen más probabilidades de tener genitales ambiguos.